# Chrétienté orthodoxe géorgienne en France
La chrétienté orthodoxe géorgienne en France est née en 1929 avec la création d'une première paroisse à Paris issue de l'émigration politique géorgienne de 1921 
. Elle s'est complétée, à partir de la fin du XXe siècle, de paroisses fondées par les émigrés économiques géorgiens.
Les paroisses orthodoxes géorgiennes en France pratiquent le rite byzantin, ont pour langue liturgique le géorgien -(parfois accompagné du français)- et procède au chant liturgique en géorgien. Leurs nombres de fidèles est de l'ordre de 10 000. 

## Paroisse orthodoxe géorgienne Sainte-Nino de Paris
Fondée en 1929, par des réfugiés politiques géorgiens exilés après l’invasion de leur pays par les armées de la Russie soviétique, la Paroisse orthodoxe géorgienne Sainte-Nino de Paris est la plus ancienne, et a été depuis sa fondation jusqu'en 1991 la seule entité religieuse géorgienne échappant au contrôle des autorités occupantes.
Selon le droit canonique, et le principe de territorialité, elle dépend du Patriarcat œcuménique de Constantinople par l’intermédiaire de l’Assemblée des évêques orthodoxes de France.

## Paroisse orthodoxe géorgienne Sainte-Kéthévane de Strasbourg
Fondée par des immigrés de nationalité géorgienne, après le retour à l’indépendance de la Géorgie en 1991, la Paroisse orthodoxe géorgienne Sainte-Kéthévane de Strasbourg se réclame du Catholicossat-Patriarcat de Géorgie.

## Paroisse orthodoxe géorgienne Sainte-Tamar de Villeneuve-Saint-Georges
Fondée par des immigrés de nationalité géorgienne, la Paroisse orthodoxe géorgienne Sainte-Tamar de Villeneuve-Saint-Georges voit son église consacrée par le Catholicos-Patriarche de l’Église apostolique autocéphale orthodoxe de Géorgie, Élie II, le 14 mai 2009,.

## Autres lieux de culte orthodoxe géorgien en France
Au 1er septembre 2010, l'Église orthodoxe de Géorgie mentionne d'autres lieux de culte, en proximité de Rouen et à Toulouse.
Une communauté avec un prêtre sous la juridiction de l'Église orthodoxe russe en exil en région parisienne.